# 黄若舟
黄若舟（1906年—2000年），原名济才，号若舟，江苏宜兴上黄镇（今属溧阳）人，中国画家、书法家。憑藉《漢字快寫法》成為現代硬筆書法的拓荒者之一。
是中国美术家协会会员、中国书法家协会会员，曾任中国教育学会顾问、书法教育研究会顾问、上海艺术教育委员会顾问、大学书法教育协会会长。

## 生平
毕业于上海美专，师从诸闻韵、潘天寿学画花卉，从李健、朱复戡习书法，从顾汀梅治金石，兼修素描。1928年毕业，回乡任教。1934年赴西南写生，其《西南行图》入选全国美展。
1939年编写出版《通书》，后经修订易名《汉字快写法》，是中国第一部介绍汉字通行书写字体的论著。
1972年后任上海师范大学艺术系教授。

## 作品
著有《汉字快写法》、《花鸟画技法》、《黄若舟一笔书》、《黄若舟书画缘》，教学视频《中国画教学》、《中国书法教学》。
作品現存溧阳市博物馆。